# Muckle Roe
Muckle Roe är en ö i Storbritannien.   Den ligger i kommunen Shetlandsöarna och riksdelen Skottland, i den norra delen av landet, 1 000 km norr om huvudstaden London. Arean är 17,7 kvadratkilometer.
Terrängen på Muckle Roe är lite kuperad. Öns högsta punkt är 440 meter över havet. I omgivningarna runt Muckle Roe växer i huvudsak barrskog.